# Витуоне
Витуоне (итал. Vittuone) је насеље у Италији у округу Милано, региону Ломбардија.
Према процени из 2011. у насељу је живело 8146 становника. Насеље се налази на надморској висини од 147 м.

## Становништво
| 1931. | 1936. | 1951. | 1961. | 1971. | 1981. | 1991. | 2001. | 2011. |
| ----- | ----- | ----- | ----- | ----- | ----- | ----- | ----- | ----- |
| 2.668 | 2.813 | 3.371 | 4.103 | 5.906 | 6.534 | 7.267 | 7.526 | 8.949 |